# Jan de Weryha-Wysoczański
Jan de Weryha-Wysoczański (Gdansk, Polonia, 1950), desde 1981 vive en Hamburgo/Alemania. Representante de arte concreto. 

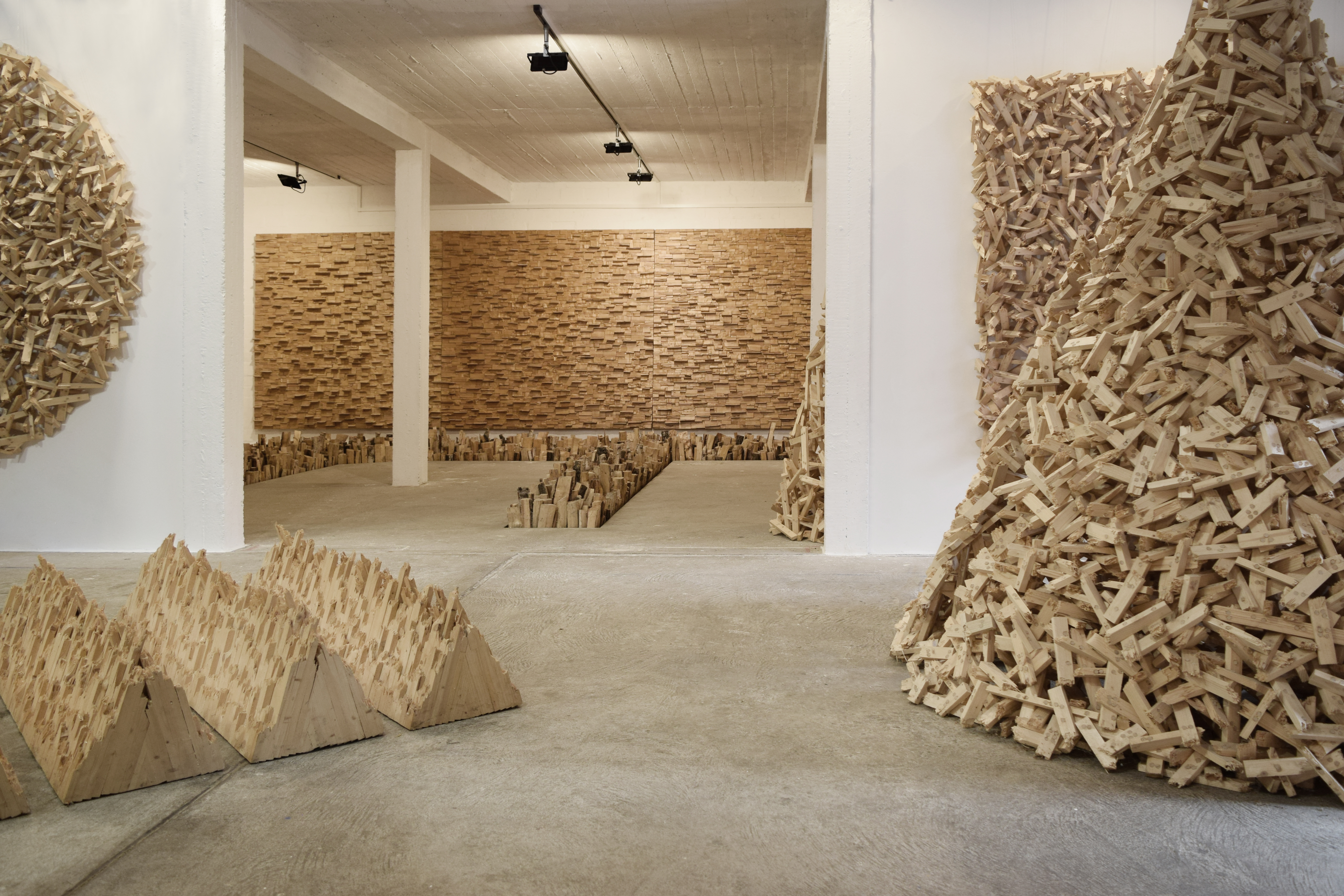
Sammlung de Weryha, Hamburgo, con una exposición permanente del artista

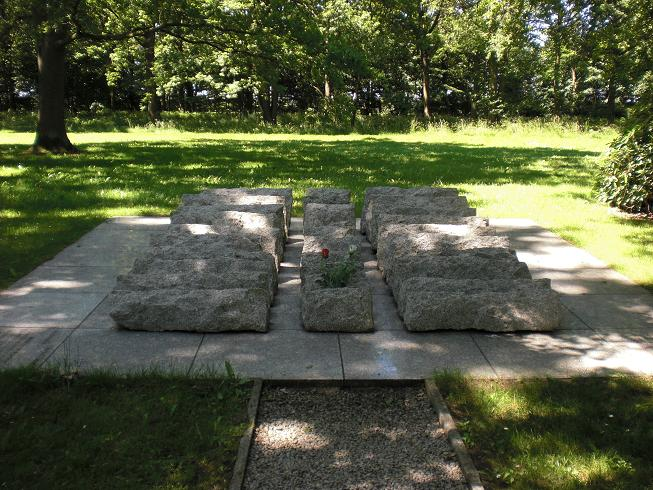
Monumento en recuerdo de los deportados del alzamiento de Varsovia

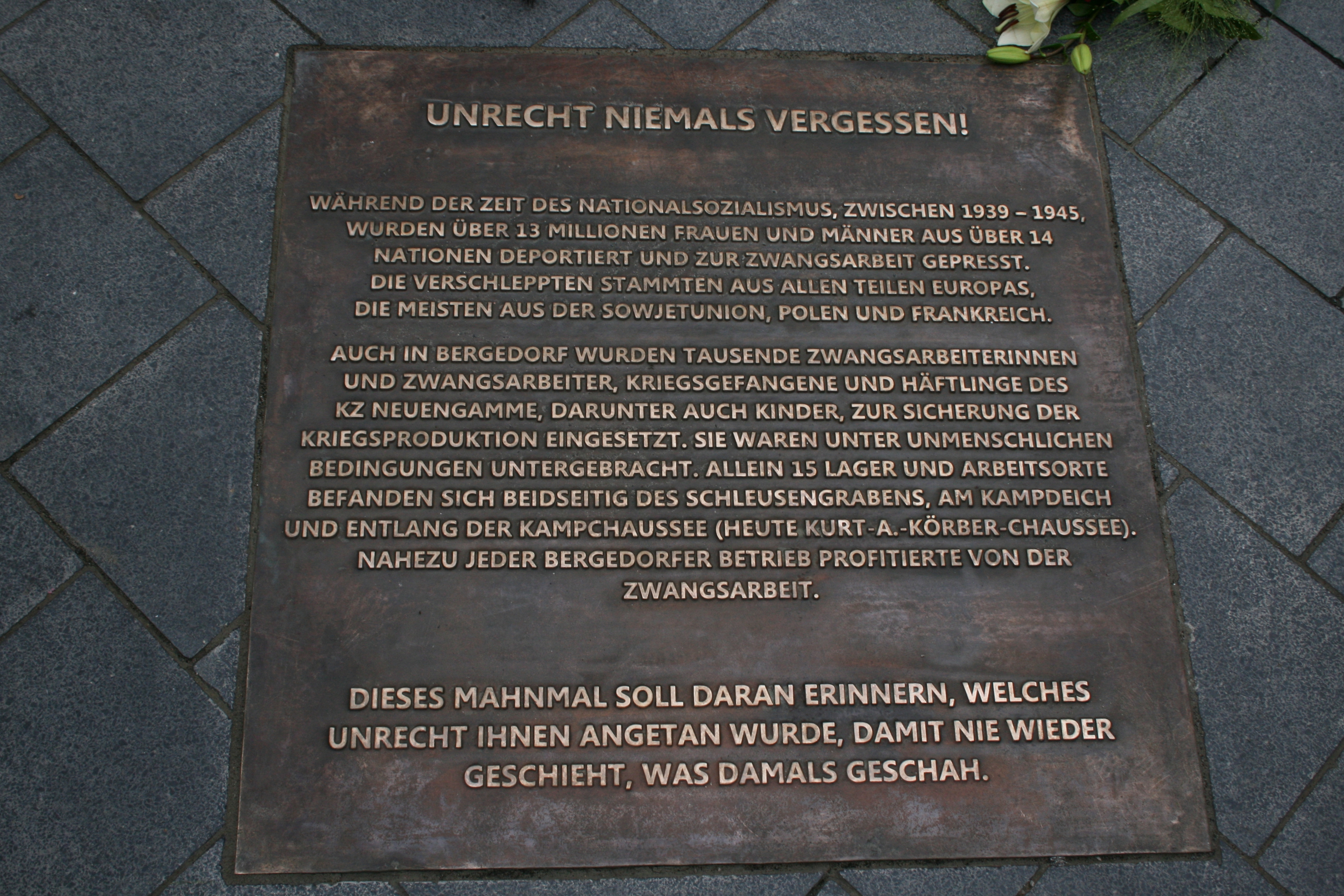
Detalle del monumento a los trabajadores forzados del régimen Nazi

1976 Licenciado en Bellas Artes (escultura), Academia de Bellas Artes en Gdansk. 1998 Recibe el "Premio del Jurado" en el Salon de Printemps 1998 en Luxemburgo. 1999 Encargo del monumento en recuerdo de los deportados del alzamiento de Varsovia en 1944. En el antiguo campo de concentración de Neuengamme / Hamburgo. En  el año 2012 él fue encargado con la obra conmemorativa a los trabajadores forzados del régimen Nazi en Hamburg-Bergedorf.

## Obras
Obras de Weryha-Wysoczański se encuentran en las siguientes colecciones:
- Museo de la Escultura Contemporánea, Centro de la Escultura Polaca, Orońsko, Polonia
- Museo Nacional, Szczecin, Polonia
- Museo de Arte Moderno, Radom, Polonia